# David Easton
David Easton (Toronto, 24 de junio de 1917 – 19 de julio de 2014) fue un politólogo canadiense, conocido por su aplicación de la teoría de sistemas a las ciencias sociales. De manera específica, llevó a cabo un amplio esfuerzo por explicar y comprender los fenómenos  políticos mediante los conceptos y herramientas aportados por la Teoría de los Sistemas, labor que está ilustrada en su texto Esquema para el Análisis Político.

## Actividad Profesional
Se graduó de la Universidad de Toronto y recibió un doctorado en Ciencias Políticas de la Universidad de Harvard en 1947. Ese mismo año, inició su carrera en el Departamento de Ciencias Políticas en la Universidad de Chicago.
Fue profesor del departamento de Ciencias Políticas de la Universidad de California en 1992.

## Academia
Easton ha sido descrito como parte de "la primera generación de revolucionarios behavioristas" en la disciplina de ciencia política. Como otros behavioristas tempranos, Easton buscó inicialmente establecer un control sobre el gran volumen de datos que habían sido generado por la investigación en ciencias sociales a principios de la década de 1950, bajo la idea de que resultaban apabullantes dado que los científicos sociales habían producido tanto datos cuantitativos como cualitativos en ausencia absoluta de un marco teórico organizado. Easton argumentó que para el desarrollo de una ciencia adecuada sobre estudios políticos, esta tenía que ser capaz de producir contenido fiable y de carácter universal sobre fenómenos sociales, y que el propósito de las reglas científicas de procedimiento cumplía con el fin de hacer posible el descubrimiento de una teoría altamente generalizada sobre política. La visión de Easton versaba sobre una "teoría general" de ciencia política que pudiese consistir en un sistema deductivo de pensamiento, de tal manera que estuviese compuesto tanto de un limitado número tanto de postulados, como de asunciones y axiomas, un cuerpo completo de generalizaciones empíricas válidas que pudiesen ser deducidas en orden descendente de especificidad y proveyesen explicaciones causales sobre comportamiento político.
El libro de Easton llamado The Political System se llevó a casa el fallo de la ciencia política de la década de los 50 del siglo XX para construir cualquier tipo de teorías coherentes que fuesen parecidas, o desarrollar técnicas sistemáticas para aunar y analizar los datos con los que dichas teorías serían construidas. La más conocida y extendida definición sobre política fue la dada por Easton, en su identificación del sistema político como "una asignación autoritaria de valores para una sociedad". Esta definición dio a muchos científicos políticos una guía muy útil para delimitar el contenido de la ciencia política.
Algunos años más tarde, después de que Easton se convirtiera en Presidente de la American Political Science Association, lideró una nueva revolución post-behaviorista, argumentando que la investigación en ciencia política debía ser relevante y orientada a la acción, para cumplir mejor las necesidades de la sociedad resolviendo problemas sociales y políticos que se habían revelado durante la década de 1960. Esta nueva revolución no fue tanto un cambio en los métodos de investigación, sino un cambio de orientación que emergía de un profundo descontento con la dirección que estaba tomando la investigación política y que abogaba por prestar más atención a las responsabilidades públicas de la disciplina y a la investigación relevante en problemas y cuestiones políticas contemporáneas. De acuerdo a John Gunnell, esto supuso el anuncio del nacimiento oficial de la empresa de las políticas públicas en ciencia política, lo que se convirtió en la base de la auto-imagen de la ciencia política ortodoxa en la década de 1970. Con este desplazamiento vino también una pérdida del énfasis de la implicación por establecer una teoría general unificada como el núcleo de la disciplina, y una retirada de cualquier confrontación con la historia de la teoría política.
David Easton es renombrado por su aplicación de la teoría de sistemas a la ciencia política, y por su definición de política como una "asignación autoritaria de valores" en Esquema para el análisis político y A Systems Analysis of Political Life, ambos publicados en 1965.
El principal interés de investigación de Easton se centró en elaborar un enfoque analítico de sistemas como una media central de entendimiento de cómo operan los sistemas políticos. En años recientes, ha virado hacia constricciones estructurales como segundo elemento más influyente en los sistemas políticos. Ha escrito sobre la influencia de la estructura política en varios aspectos de la vida política, sobre el estado y el desarrollo de la ciencia política, y sobre la socialización política en la infancia.
En un reputado estudio sobre científicos políticos publicado en 1978, Easton fue situado en cuarto lugar entre los más prominentes e importantes entre 1945 y 1965, y el como el segundo más importante entre 1960 y 1970. En un estudio reputacional posterior basado en el número de veces que la publicación de un autor había sido citada en publicaciones de otros, Easton fue situado en séptima posición entre los veinte científicos políticos más significativos en términos de contribuciones entre 1970 y 1979.

## Publicaciones
- Easton, D., "The Decline of Modern Political Theory", en Journal of Politics 13 (1951).
- Easton, D., The Political System. An Inquiry into the State of Political Science, Nueva York, 1953.
- Easton, D., "An Approach to the Analysis of Political Systems", en World Politics 9 (1957).
- Easton, D., A Framework for Political Analysis, 1965.
- Easton, D., A Systems Analysis of Political Life, Nueva York, 1965.
- Easton, D., (Ed.), Varieties of Political Theory, Englewood Cliffs, 1966.
- Easton, D., with Jack Dennis, Children in the Political System - Origins of Political Legitimacy, McGraw-Hill, 1969. ISBN 0-226-18013-1
- Easton, D. The Analysis of Political Structure, 1990.
- Easton, D., (Ed. with C. Schelling),  Divided Knowledge: Across Disciplines, Across Cultures, 1991.
- Easton, D., (Ed. with J. Gunnell, and L. Graziano),  The Development of Political Science: A Comparative Survey, 1991.
- Easton, D., (Ed. with J. Gunnell and M. Stein),  Regime and Discipline: Democracy and the Development of Political Science, 1995.